# توم بيتر
توم بيتر (23 نوفمبر 1934 في المملكة المتحدة - 14 مايو 1988 في المملكة المتحدة) (بالإنجليزية: Tom Angus)‏ هو لاعب كريكت بريطاني. لعب مع نادي مقاطعة ميدلسكس للكريكت ‏ ونادي مقاطعة دورهام للكريكت ‏.